# كاميلا سبيرا
كاميلا سبيرا (بالألمانية: Camilla Spira)‏ هي ممثلة ألمانية، ولدت في 1 مارس 1906 في هامبورغ في ألمانيا، وتوفيت في 25 أغسطس 1997 في برلين في ألمانيا. من الجوائز التي نالتها الجائزة الوطنية لجمهورية ألمانيا الديمقراطية.

## أعمال

### أفلام
- (1933) شهادة الدكتور مابوس

## جوائز
- الجائزة الوطنية لجمهورية ألمانيا الديمقراطية

## وصلات خارجية
- كاميلا سبيرا على موقع IMDb (الإنجليزية)
- كاميلا سبيرا على موقع ألو سيني (الفرنسية)
- كاميلا سبيرا على موقع ميوزك برينز (الإنجليزية)
- كاميلا سبيرا على موقع أول موفي (الإنجليزية)
- كاميلا سبيرا على موقع قاعدة بيانات الأفلام السويدية (السويدية)
- كاميلا سبيرا على موقع ديسكوغز (الإنجليزية)
- كاميلا سبيرا على موقع قاعدة بيانات الفيلم (الإنجليزية)
- كاميلا سبيرا على موقع كينوبويسك (الروسية)